# حبيبي من نجم آخر (مسلسل)
حبيبي من نجم آخر (My Love from the Star) (هانغول: 별 에서 온 그대؛ الحروف الرومانية للغة القومية: Byeoreseo on geudae ؛ حرفيا You Who Came from the Stars) هو مسلسل تلفزيوني جنوب كوري من 21 حلقة، بث على قناة إس بي إس من 18 ديسمبر 2013 إلى 27 فبراير 2014، من كتابة Park Ji-eun وبطولة كيم سو هيون، جون جي هيون، بارك هاي جين ويو إن نا.
ويروي المسلسل قصة خيالية رومانسية عن أجنبي من مملكة جوسون نزح على الأرض وبعد 400 عام يقع في حب ممثلة من الصف الأول في العصر الحديث. وقد مددت الشركة المنتجة 20 حلقة مع حلقة واحدة بسبب ارتفاع طلب المشاهدين.
ويعد هذا العمل التعاون الثاني بين الممثل كيم سو هيون والممثلة جون جي هيون، بعد فيلم اللصوص (فيلم). وأول مسلسل للممثلة «جون» على الشاشة الصغيرة بعد عودتها منذ 14 عاما من الغياب.
حصد المسلسل نجاحا كبيرا في كوريا الجنوبية كما حظي بشعبية هائلة في جميع أنحاء آسيا. وقد حصد نجوم الدراما عدة جوائز أبرزها فوز الممثلة جون بأعلى جائزة للتلفزيون وهي «الجائزة الكبرى» في حفل توزيع جوائز بايكسانغ للفنون، وجوائز دراما إس بي إس، وكذلك الأمر بالنسبة للممثل كيم في حفل توزيع جوائز الدراما الكورية.

## وصلات خارجية
- حبيبي من نجم آخر على موقع IMDb (الإنجليزية)
- حبيبي من نجم آخر على موقع نتفليكس (الإنجليزية)
- حبيبي من نجم آخر على موقع فيلمافينيتي (الإسبانية)
- حبيبي من نجم آخر على موقع كينوبويسك (الروسية)
- حبيبي من نجم آخر على موقع قاعدة بيانات الفيلم (الإنجليزية)